# Aline Sanden

Leo Rauth: Porträt Aline Sanden als Carmen

Aline Sanden, geborene Emilie Alwine Kelch, (* 26. November 1876 in Berlin; † 8. Mai 1955 in Berlin) war eine deutsche Opernsängerin (Sopran) und Librettistin.

## Leben

Aline Sanden und ihr Mann Otto Wilhelm Lange vor ihrem Haus Niebelheim

Die Tochter des aus dem ostpreußischen Seeburg stammenden Schlossers Franz Kelch (1852–1936) und dessen erster, aus Elbing gebürtigen Ehefrau Emilie Wilhelmine, geborene Grabowsky (1852–1879), kam im Berliner Stadtteil Friedrichshain zur Welt.
Sie erlernte den Beruf einer Schneiderin und sammelte erste Erfahrungen an Berliner Operetten- und Kleinkunstbühnen, bevor sie Gesangsunterricht von Clara Albrecht-Fraude und Valeska von Facius in Berlin erhielt.
Nach ihrem Debüt 1899 als Koloratursopranistin in Berlin folgten Anstellungen am Stadttheater von Plauen, an der Kölner Oper und der Wiener Volksoper, bevor sie 1909 durch den Dirigenten Arthur Nikisch als dramatischer Sopran an das Opernhaus in Leipzig berufen wurde, dem sie 12 Jahre angehörte.
Während dieser Zeit feierte sie größte Triumphe auch außerhalb Deutschlands. So verhalf sie als Salome der gleichnamigen Strauss-Oper in Kopenhagen und in London zum Durchbruch. 1913 trat sie erstmalig im Rosenkavalier als Octavio auf die Bühne und stellte ihre Konkurrentinnen Eva von der Osten, Hermine Bosetti und Sophie Wolf aufgrund ihrer stimmlichen, aber insbesondere aufgrund ihrer darstellerischen Fähigkeiten in den Schatten.
Aline Sanden verfügte über ein beeindruckendes Repertoire. Sie beherrschte unter anderem die wichtigsten Verdi und Wagner Rollen ihres Fachs. Neben Salome, Octavio und Elektra feierte sie insbesondere als Carmen und Kundry große Erfolge und lieferte ergreifende Interpretationen in den Rollen der Dalila und Nedda.
Sanden hatte durch ihre emotionale, lebensnahe und hocherotische Darstellung unter den führenden dramatischen Sopranistinnen ihrer Zeit eine besondere Stellung inne. Aufgrund ihres großen Erfolges verbrachte sie die Jahre 1921 bis 1923 ausschließlich auf internationalen Gastspielreisen, die sie nach Wien, London, Paris, Amsterdam, Brüssel und in die USA führten.
Nach einer Saison an der Großen Volksoper in Berlin wechselte sie 1924 an die Münchner Staatsoper, wo sie 1930 von der Bühne abtrat, um anschließend als Musikpädagogin in ihrer Geburtsstadt zu arbeiten. Dort starb sie in ihrem 79. Lebensjahr an den Folgen einer Tumorerkrankung im Waldkrankenhaus Spandau. Die Trauerfeier fand am 13. Mai 1955 im Krematorium Wilmersdorf statt.
Aline Sanden war drei Mal verheiratet. In erster Ehe mit dem Dramaturgen und späteren Direktor der Berliner Großen Volksoper Otto Wilhelm Lange (1884–1975), in zweiter Ehe mit dem Bariton Walter Soomer und seit 1927 in dritter Ehe mit dem Komponisten Charles Flick-Steger; auch diese Ehe wurde geschieden.

## Werke
1920 verfasste sie mit dem Komponisten Lukas Böttcher die Oper Salambo nach dem gleichnamigen Roman von Gustave Flaubert, welche im gleichen Jahr im Landestheater Altenburg ihre Uraufführung hatte. Vorher hatte sie schon das Textbuch zur Operette Die wilde Komtesse des dänischen Komponisten Emil Robert-Hansen verfasst. Sie wurde 1913 in Eisenach uraufgeführt. Für ihren Mann schrieb sie 1935 das Libretto zur 1936 in Krefeld uraufgeführten Oper Leon und Edrita nach dem  Lustspiel Weh dem, der lügt! von Franz Grillparzer.

## Auszeichnungen
- 1911: Silberne Medaille für Kunst und Wissenschaft des Großherzogs von Sachsen-Weimar
- 1917: Ernennung zur Kammersängerin durch den Großherzog von Sachsen-Coburg

## Kritiken
„Ich werde den Abend nie vergessen, an dem ich, um die Zeit bis zur Abfahrt des Zuges zu verbringen, während einer Carmen-Vorstellung das Braunschweiger Hoftheater betrat und schon nach wenigen Minuten so völlig im Bann der Vorstellung stand, daß ich Zug und Abfahrt einfach vergaß. Der ganze Zauber ging von der Carmen dieser Vorstellung aus. Ich habe von der Destinn abwärts manche Carmen gehört. Aber was ich hier sah und hörte, war nicht eine Carmen, sondern die Carmen. Alles Opernhafte war abgefallen und das Fluidum des nackten Weibes, halb Dämon, halb Triebmensch, schlug in jähen Flammen von der Bühne ins Parkett. Man fühlte, daß hier eine fabelhafte Intelligenz mit sicherem Griff die einzelnen Teile zusammengetragen hatte, die aus Carmens Charakter hervorschillern. Aber man empfand auch, daß ein glühendes Gefühl diese Teile zu einem lebenstrotzenden Ganzen zusammengeschmolzen hatte. Und man war schließlich hingerissen von der Freudigkeit, mit der Intelligenz und Gefühl sich einem sicheren künstlerischen Geschmack unterworfen hatten. Diese Carmen, der ich einen der stärksten Theatereindrücke meiner Erinnerung verdanke, hieß Aline Sanden. In den wenigen Jahren seit jenem Abend ist Frau Sanden aus der Sphäre einer beliebten Stadttheaterprimadonna (sie war und ist heute noch Mitglied des Leipziger Stadttheaters) zu einer Künstlerin von weitem Ruf herangewachsen. Längst hat ihr Name auch in Berlin Geltung gewonnen und ist über die Grenzen des Deutschen Reiches hinausgeklungen. Außer ihrer Carmen sind es vor allem die Straußschen Rollen, in denen ihre künstlerische Meisterschaft Höhepunkte erreicht hat. Sie, die als Carmen das vollsaftige, verführerische, bezwingende Weib ist, wird als Salome völlig zu dem unreifen, eckigen, fast dürftigen Backfisch, der vom eigenen Feuer verzehrt wird. Aber nicht minder erstaunlich als ihre darstellerische Verkörperung der Salome ist ihre gesangliche. Man weiß, daß Strauß von seinen Sängerinnen nicht wenig verlangt. Aber Frau Sandens stimmliche Mittel sind nicht nur schön und edel, sondern auch stark genug, um sich gegen ein Straußsches Orchester zu behaupten. Wenn die Oper im letzten Jahr in Kopenhagen einen vollen Erfolg fand, so darf Frau Sanden sicher einen erheblichen Teil davon für ihre Mitwirkung in Anspruch nehmen, ebenso, wie sie als Salome und Rosenkavalier erheblich dazu beitrug, die Opern Straußens in London zum Siege zu führen. Diese Frau freilich begnügt sich nicht damit, in ein paar Rollen zu glänzen, die für Sie geschaffen scheinen. Ihre Intelligenz und ihre gesangliche darstellerische Kultur haben ihr das Recht gegeben, auch nach Aufgaben zu greifen, die durch Welten von den erwähnten getrennt sind. Santuzza und Martha (Tiefland), Manon und Violetta, Aida und Maliella haben sicher manchen Berührungspunkt mit Carmen und Salome. Aber Aline Sanden wirkt nicht minder als Eva, Elsa oder Elisabeth. Und man darf überzeugt sein, daß sie die Kundry nicht weniger packend gestalten wird, die sie in den kommenden Monaten an den verschiedensten Stellen zu singen berufen ist.“

## Tondokumente

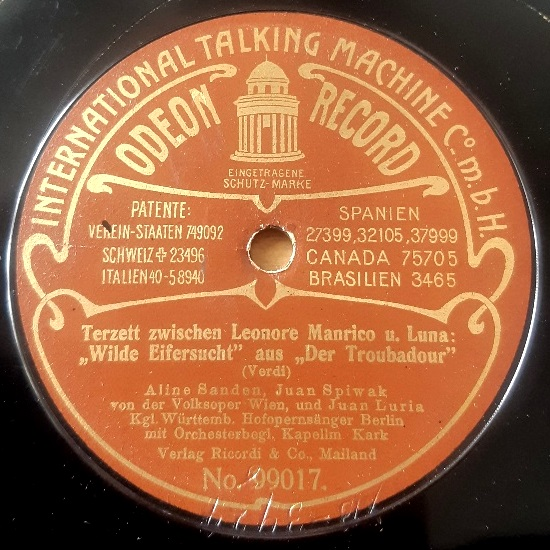
Frühe Schallplatte von Aline Sanden (Berlin 1908)

Die ersten Aufnahmen von Aline Sanden entstanden 1908 in Berlin für Homokord und Odeon (Ensembleszenen), 1910 folgten Edison-Walzen, schließlich Schallplatten für Pathé (Berlin 1913), Grammophon Berlin 1921 (teilweise als Polyphon erschienen), Homocord (Berlin 1924) und Odeon (Berlin 1926).
Der Katalog des Musikarchivs bei der DNB verzeichnet 14 Titel von Sanden:
- Beispiele:

1. Schallplatte „Grammophon“
19 023 / B 64017 (mx. 197 av) Eines Tages sehen wir, aus “Madam Butterfly” (Puccini)
19 026 / B 64021 (mx. 290 av) Habanera aus “Carmen” (Bizet)
Aline Sanden, Kammersängerin, Stadttheater Leipzig. Deutsch. Sopran.
2. Homocord
B. 8179 (mx. M 50 923) [im wax:  C26C ; A13 5 24] Romanze der Santuzza „Als euer Sohn einst fortzog“ aus „Cavalleria rusticana“ von Mascagni.
B. 8179 (mx. M 50 924) [im wax:  C26C ; A11 12 24] Gebet der Tosca: „Nur der Schönheit weiht' ich mein Leben“ aus „Tosca“ von Puccini.
Kammersängerin Aline Sanden, Sopran. Begleitung: Deutsches-Opernhaus-Orchester. Kapellmeister Ignatz Waghalter.
3. Polyphon Record
30 900 / 3912 (mx. 382 at) Nützet die schönen Jugendtage. Gavotte aus „Manon“ von Massenet.
30 900 / 3913 (mx. 383 at) Nur der Schönheit weiht ich mein Leben, aus „Tosca“ von Puccini.
Aline Sanden.
4. Pathé
55 563 (mx. D 686) Frühlingsglaube (Schubert), aufgen. 1913
Aline Sanden
- Wiederveröffentlichung:

Audio-CD Aline Sanden (13 Titel + 6 Titel gesungen von Zinaida Jurjevskaja). Label: Preiser Records/Lebendige Vergangenheit Nr. 89196 (Wien 1999).

## Fotogalerie

Aline Sanden im Jahr 1911 mit Autogramm
Aline Sanden in der Rolle der Salome
Aline Sanden in der Rolle der Elektra
Aline Sanden in der Rolle des Octavio (Rosenkavalier)
Aline Sanden in der Rolle der Kundry